# WWDD
『WWDD』（ダブリュー・ダブリュー・ディー・ディー）は、でんぱ組.incの3枚目のオリジナル・アルバム。2015年2月18日にMEME TOKYOから発売され、同年8月7日にはイギリスのレーベル「JPU Records」からイギリス及びヨーロッパで発売された。

## 概要
前作のオリジナル・アルバム『WORLD WIDE DEMPA』から約1年2ヶ月ぶりとなる作品で、でんぱ組.inc通算としては3作目、現行の6人体制となってからは2作目 となるアルバムである。本作の発売決定は2014年12月8日に初めて報じられた。
本作は『サクラあっぱれーしょん』から『でんぱーりーナイト』までの既発シングル・カップリング8曲と、NAOTO（ORANGE RANGE）、松隈ケンタ、畑亜貴、小池雅也などによって新たに書き下ろされた6曲で構成される。CDのみの「通常版」とDVD付きの「初回限定盤」、およびアナログLPとカセットテープのほか、でんぱ組.incのファンクラブ「でんぱとう」会員限定の「超豪華盤」（豪華ボックス仕様）の計5形態で発売される。超豪華盤は、初回限定盤のDVDと同内容のBlu-ray、および『サクラあっぱれーしょん』のメンバー盤に収録された各自ソロ曲を集めたCDが「Disc2」として同梱されるほか、大判ブックレット、ステッカー、バンダナがパッケージされている。初回盤のDVDと豪華盤のBlu-rayには、前作と同様にミュージック・ビデオとライブ映像が収録され、ミュージック・ビデオには副音声によってメンバーのコメントも収録されている。
「JPU Records」から発売されたものには、28ページの写真及び歌詞が封入されたブックレットが付属されている。

## ジャケット
ジャケットとアーティスト写真のデザインは志賀匠が手がけ、背景のイラストや各メンバーをモチーフとしたキャラクターデザインは谷口菜津子が手がけている。志賀匠は『でんでんぱっしょん』『バリ3共和国』などのアニメーションを併用したミュージック・ビデオの監督を複数手がけており、本作のジャケットもその延長で依頼されたとしている。夢眠ねむは、初回限定盤ジャケットに本人達が出ておらずイラストのみで構成されていることについて「最近は2次元と3次元を行ったり来たりするMVも増えてきてるから、逆に違和感は無い」 と述べている。アーティスト写真と通常版ジャケットのデザインについて、古川未鈴は「また衣装がセーラー服か、という気持ちはあった」とし、夢眠ねむは「それがでんぱ組.incのお家芸みたいになってきたから、良いっちゃ良いかも」と述べている。

## テーマ
本作は「大冒険」をテーマとしている。前作『WORLD WIDE DEMPA』が「ベスト・アルバム」のような仕上がりであったのに対して、本作は「オリジナル・アルバム」だからこそできる バラエティー豊か な楽曲を収録したとしており、成瀬瑛美は「これから先の新しいでんぱ組.incを示唆している」 と述べている。また、前作『WORLD WIDE DEMPA』に収録された楽曲よりも比較的BPMが遅い曲が多いとしている。
特に『ブランニューワールド』や『イロドリセカイ』は従来のでんぱ組.incからは想像できない楽曲であるとして、古川未鈴は「いつものでんぱ組.incを期待して聴く皆さんにどう映るかちょっとドキドキ」「前作よりバラエティ豊かに、振り幅が広がった印象。今までは絶対に歌えないような曲調があり『こんな曲も歌うようになったか』と思ったりした」 と述べているほか、相沢梨紗は「進化の過程を半歩進んだ、みたいな感じ」「もっと発信したい、変わっていきたいという思いが詰まっている。今までも大切にしつつ、いろんなでんぱ組.incを見てもらえるアルバムになっている」 と述べている。また、夢眠ねむは「（1年に1枚という）普通のミュージシャンのようなスパンでリリースできたのが嬉しい」と述べている。

## タイトル
タイトル『WWDD』の意味（何の略称であるか）は明確ではないとしており、「ワールド・ワイド・でんぱ」までは確定であるが最後の「D」については「いろんな説があって確定できない」「いろんな意味が込められている」 としている。本作のテーマであり、後に行われる全国ツアーのタイトルにも用いられている「大冒険」のほか、メンバーによって「大好き」「デラックス」「デリシャス」「Diver」「大どんでん返し」「ドッカーン」「ディアステージ」 などの解釈がなされており、最上もがは「聴いてくれた方が自由に解釈して頂けたら、という感じ」と述べている。
タイトルは『WWDD』となっているが、シングル『W.W.D』および『W.W.D II』の続編ではないとしており、楽曲の雰囲気としては正反対で「暗いところがあまりない」「『W.W.D』のような傾向の曲は無く、どちらかと言えばファンタジー寄りで、楽しい曲が多い」 としている。

## 評価
読売新聞は「早回しにしているような高い声と、予測不能な展開の楽曲がもたらす高揚感が癖になる」と評し、「ファンタジー感溢れる遊園地を高速のジェットコースターで疾走している気分」と形容している。
上野三樹はロッキング・オンのディスクレビューにおいて、「過去のリベンジではなく今とこれからの幸せを思い描いて突き進む、普遍的な女の子の気持ちを歌うことで強烈な説得力と切実さが生まれている。彼女達の持つ物語の強さを改めて感じる」 と評しているほか、田山雄士はOKMusicのディスクレビューにおいて、「ポップスなものはより聴きやすく、アトラクション的に突っ走る曲はツボが明確になって、勝ちに行く姿勢がメリハリを生んでいる」 と評している。
佐藤優太はビルボードのディスクレビューにおいて、「本当の意味で『みんな』のアイドルとして現在の彼女達がいることを実感する」「『W.W.D』のようなメンバーの物語性を過剰に押し出す曲がはほぼ皆無で、むしろ『Dear☆Stageへようこそ♡』が中盤に置かれ、リスナーから見たでんぱ組.incという客観的な視線を意識させる構造になっている」「彼女達が長年努力を重ねた結果として身を置く、現在の立場や態度の表明として機能している」とした上で、「欲を言えば本作に参加したほぼ全てのクリエーターが期待されているであろう職務を100%やり切るに留まっていて、それ以上の何かにはなっていないのではないか」と評している。
「MARQUEE」Vol.107において、柴那典は「前作には『W.W.D』などのシビアな過去や葛藤と向き合ったドキュメント性があったが、今作にはそれが無い。よりメタフィクショナルで2.5次元的なグループに脱皮しつつある。王道ポップからバラードもあってバランス感がある、正統進化のアルバム」、南波一海は「1枚を通じて過去から未来まで分かち難く結びつき、美しい弧を描いている。『W.W.D』のような劇薬無しで最後まで圧倒的テンションで寄り切る横綱相撲」 などと評している。

## 収録内容

### CD（通常盤・初回限定盤・超豪華盤［Disc1］・アナログLP・カセットテープ・JPU Records）
1. 「でんぱな世界 〜It's a dempa world〜」（英: Dempa na Sekai 〜 It's a dempa world 〜）
2. 「でんぱーりーナイト」（英: Dempari Night）
12thシングル。
3. 「ダンス ダンス ダンス」（英: Dance Dance Dance）
テレビドラマ『でんぱコネクションフレンチ〜でんぱオシャレ探偵局〜』のテーマ曲である[21]。「みんなで歌って踊りやすい、盛り上がりやすい」ことから、でんぱ組.incの楽曲の中でも比較的「ハードルが高くない」楽曲であるとしている[14][22]。
4. 「NEO JAPONISM」
古川未鈴と夢眠ねむは、この曲が本アルバムの「リード曲」であると述べている[22]。藤咲彩音によれば、本アルバムの中でメンバーが最もよく口ずさんでいる楽曲であるとしている[14]。
5. 「FD2 〜レゾンデートル大冒険〜」（英: FD2 〜Raison d'etre Daibouken〜）
タイトルの『FD2』は『Future Diver2』を意味している[7][14][23]。相沢梨紗は「畑亜貴と小池雅也からの、今のでんぱ組.incに向けてのエールに聞こえる」[14]、古川未鈴は「昔のでんぱ組.incみたいな感じがする」[23]、夢眠ねむは「『W.W.D II』のように、楽曲の“続編”を出すというアイデアを『Future Diver』に使わない手は無いと思った」[23] と述べている。
6. 「ちゅるりちゅるりら」（英: Chururi Chururira）
11thシングル。
7. 「まもなく、でんぱ組.incが離陸致します♡」（英: Mamonaku, Dempagumi.inc ga Ririku Itashimasu）
10thシングル「Dear☆Stageへようこそ♡〜武道館LIVE記念限定盤〜」に収録。
8. 「Dear☆Stageへようこそ♡」（英: Dear Stage e Youkoso）
10thシングル。
9. 「バリ3共和国」（英: Bari3 Republic）
12thシングル「でんぱーりーナイト」に収録。
10. 「ファンシーほっぺ♡ウ・フ・フ」（英: Fancy Hoppe U FU FU）
9thシングル「サクラあっぱれーしょん」に収録。
11. 「檸檬色」（英: Lemon Iro）
11thシングル「ちゅるりちゅるりら」に収録。
12. 「ブランニューワールド」（英: Brandnew World）
『白魔女学園 オワリトハジマリ』のテーマ曲で、本映画の為に書き下ろされた楽曲である[23]。でんぱ組.incでは初めてサビ部分が各メンバーによるソロとなっている[23]。
13. 「イロドリセカイ」（英: Irodori Sekai）
当初は『ハッピーエンド』という仮タイトルが付いていた[12]。成瀬瑛美は、（前曲『ブランニューワールド』と共に）本楽曲を「ちょっと怖かった」としており、「死ぬんじゃないか、みたいな気持ちになる」[7] と述べている。また、でんぱ組.incで最もBPMが遅い楽曲である[14]。
14. 「サクラあっぱれーしょん」（英: Sakura Apparation）
9thシングル。

### 詳細
| #         | タイトル                                  | 作詞           | 作曲       | 編曲                 | 時間  |
| --------- | ----------------------------------------- | -------------- | ---------- | -------------------- | ----- |
| 1.        | 「でんぱな世界 〜It's a dempa world〜」   |                | 浅野尚志   | 浅野尚志             | 0:54  |
| 2.        | 「でんぱーりーナイト」                    | 玉屋2060％     | 玉屋2060％ | 釣俊輔、玉屋2060%    | 4:43  |
| 3.        | 「ダンス ダンス ダンス」                  | 浅野尚志       | 浅野尚志   | 浅野尚志             | 4:21  |
| 4.        | 「NEO JAPONISM」                          | NAOTO          | NAOTO      | NAOTO                | 4:44  |
| 5.        | 「FD2 〜レゾンデートル大冒険〜」          | 畑亜貴         | 小池雅也   | 釣俊輔               | 4:15  |
| 6.        | 「ちゅるりちゅるりら」                    | 前山田健一     | 前山田健一 | 釣俊輔               | 3:37  |
| 7.        | 「まもなく、でんぱ組.incが離陸致します♡」 | 清竜人         | 清竜人     | MOSAIC.WAV           | 3:53  |
| 8.        | 「Dear☆Stageへようこそ♡」                 | 清竜人         | 清竜人     | 清竜人               | 7:51  |
| 9.        | 「バリ3共和国」                           | 浅野尚志       | 浅野尚志   | 浅野尚志             | 4:40  |
| 10.       | 「ファンシーほっぺ♡ウ・フ・フ」           | かせきさいだぁ | カジヒデキ | カジヒデキ、橋本竜樹 | 3:43  |
| 11.       | 「檸檬色」                                | meg rock       | 長沼良     | 飛内将大             | 4:11  |
| 12.       | 「ブランニューワールド」                  | 松隈ケンタ     | 松隈ケンタ | 松隈ケンタ           | 4:43  |
| 13.       | 「イロドリセカイ」                        | 青山亮、NOBE   | 青山亮     | 飛内将大             | 5:32  |
| 14.       | 「サクラあっぱれーしょん」                | 玉屋2060%      | 玉屋2060%  | 玉屋2060%            | 4:25  |
| 合計時間: | 合計時間:                                 | 合計時間:      | 合計時間:  | 合計時間:            | 61:38 |

### CD（超豪華盤［Disc2］）
| #  | タイトル                                                      | 作詞     | 作曲           | 編曲            |
| -- | ------------------------------------------------------------- | -------- | -------------- | --------------- |
| 1. | 「トキメキ☆すちゃらかテキサス」(成瀬瑛美ソロ)                 | NAOTO    | NAOTO          | NAOTO           |
| 2. | 「あのね…実はわたし、夢眠ねむなんだ…♡」(夢眠ねむソロ)         | 清竜人   | 清竜人         | 清竜人          |
| 3. | 「ニューロマンティック」(最上もがソロ)                        | Chara    | Chara          | Chara、白根賢一 |
| 4. | 「Promise of the World 〜我コソ世界ノ救世主〜」(相沢梨紗ソロ) | 奥井雅美 | きただにひろし | 釣俊輔          |
| 5. | 「P and A」(藤咲彩音ソロ)                                     | PandaBoY | PandaBoY       | PandaBoY        |
| 6. | 「ソーリー、ロンリー。」(古川未鈴ソロ)                        | NOBE     | RONZI          | RONZI           |

### DVD（初回限定盤）・Blu-ray（超豪華盤）
| #   | タイトル | 作詞 | 作曲・編曲 |
| --- | --- | ---- | ---------- |
| 1.  | 「サクラあっぱれーしょん」(Music Video) |      |            |
| 2.  | 「ファンシーほっぺ♡ウ・フ・フ」(Music Video) |      |            |
| 3.  | 「ちゅるりちゅるりら」(Music Video) |      |            |
| 4.  | 「檸檬色」(Music Video) |      |            |
| 5.  | 「でんぱーりーナイト」(Music Video) |      |            |
| 6.  | 「バリ3共和国」(Music Video) |      |            |
| 7.  | 「Phantom of the truth」(Music Video) |      |            |
| 8.  | 「VANDALISM」(2014年8月9日、ROCK IN JAPAN FESTIVAL 2014) |      |            |
| 9.  | 「でんでんぱっしょん」(2014年8月9日、ROCK IN JAPAN FESTIVAL 2014) |      |            |
| 10. | 「まもなく、でんぱ組.incが離陸致します♡」(2014年9月2日、CUPNOODLE presents でんぱ組.incスペシャルライブ〜2014年ボクらは、FUJIYAMAのある国で現代のSAMURAIと出会う!〜) |      |            |
| 11. | 「ちゅるりちゅるりら」(2014年9月2日、CUPNOODLE presents でんぱ組.incスペシャルライブ〜2014年ボクらは、FUJIYAMAのある国で現代のSAMURAIと出会う!〜)                    |      |            |
| 12. | 「サクラあっぱれーしょん」(2014年9月2日、CUPNOODLE presents でんぱ組.incスペシャルライブ〜2014年ボクらは、FUJIYAMAのある国で現代のSAMURAIと出会う!〜)                |      |            |
| 13. | 「檸檬色」(2014年9月2日、CUPNOODLE presents でんぱ組.incスペシャルライブ〜2014年ボクらは、FUJIYAMAのある国で現代のSAMURAIと出会う!〜)                                |      |            |
| 14. | 「W.W.D」(2014年9月2日、CUPNOODLE presents でんぱ組.incスペシャルライブ〜2014年ボクらは、FUJIYAMAのある国で現代のSAMURAIと出会う!〜)                                 |      |            |
| 15. | 「キラキラチューン」(2014年9月2日、CUPNOODLE presents でんぱ組.incスペシャルライブ〜2014年ボクらは、FUJIYAMAのある国で現代のSAMURAIと出会う!〜)                      |      |            |
| 16. | 「でんぱーりーナイト」(2014年11月14日、でんぱ組.incスペシャルコンサート 東アジア文化都市2014横浜 パートナー事業)                                                     |      |            |